# Per Olof Hallman
Per Olof Hallman, né le 16 mai 1869 à Ödeshög et mort le 18 juillet 1941, est un architecte et urbaniste suédois.

## Biographie
Per Olof Hallman a étudié à l'École royale polytechnique de Stockholm de 1887 à 1990 et à l'Académie royale suédoise des Beaux-Arts de 1890 à 1993. 
Il est devenu fonctionnaire du conseil de construction de la ville de Stockholm en 1894 et architecte permanent du conseil en 1902.
Il est à l'origine de plusieurs projets d'urbanisme de la ville de Stockholm, dont l'aménagement des quartiers de Blecktorn, Lärkstaden et Röda bergen.

## Galerie

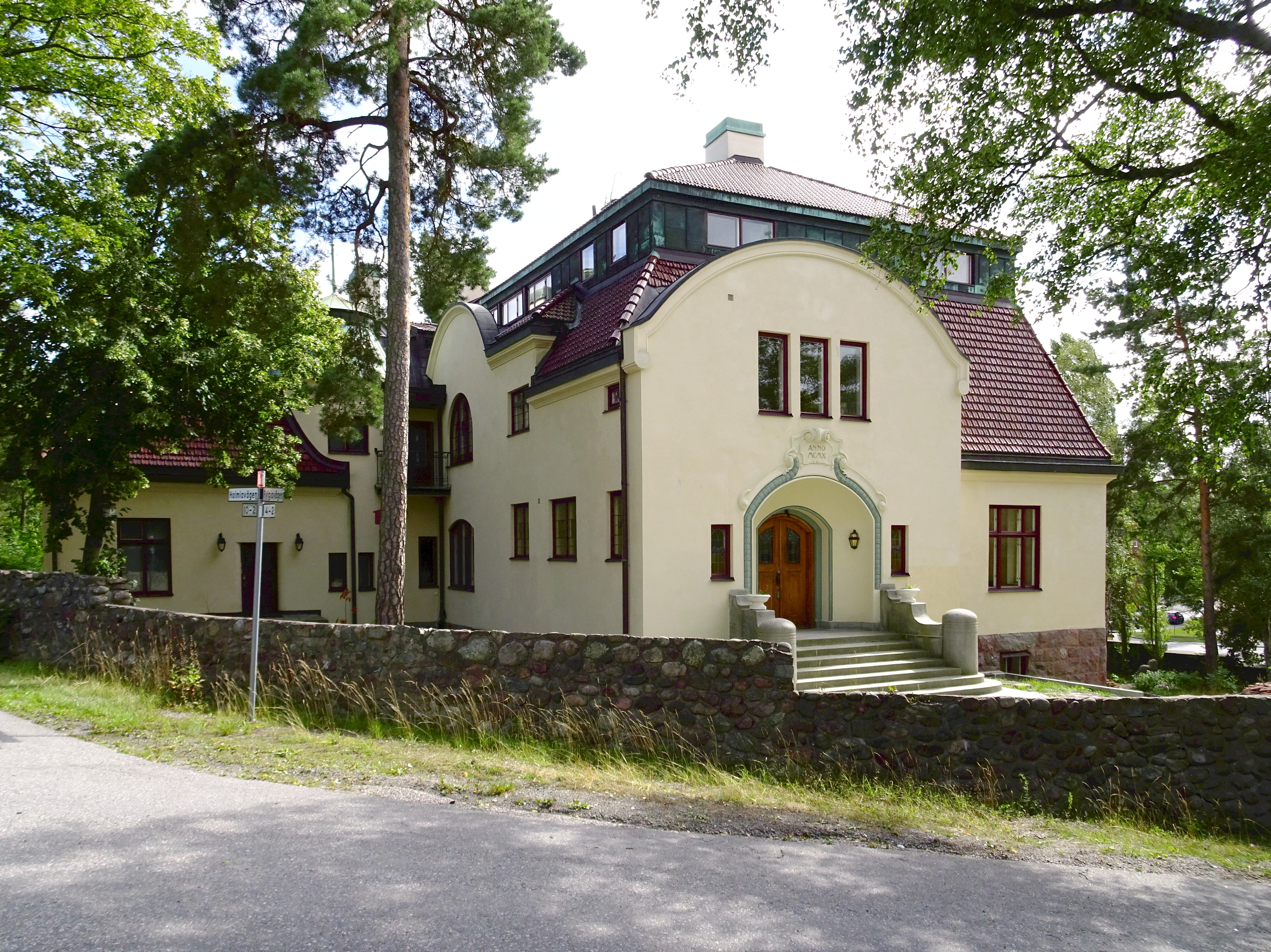
Villa Oldenburg, Lidingö.
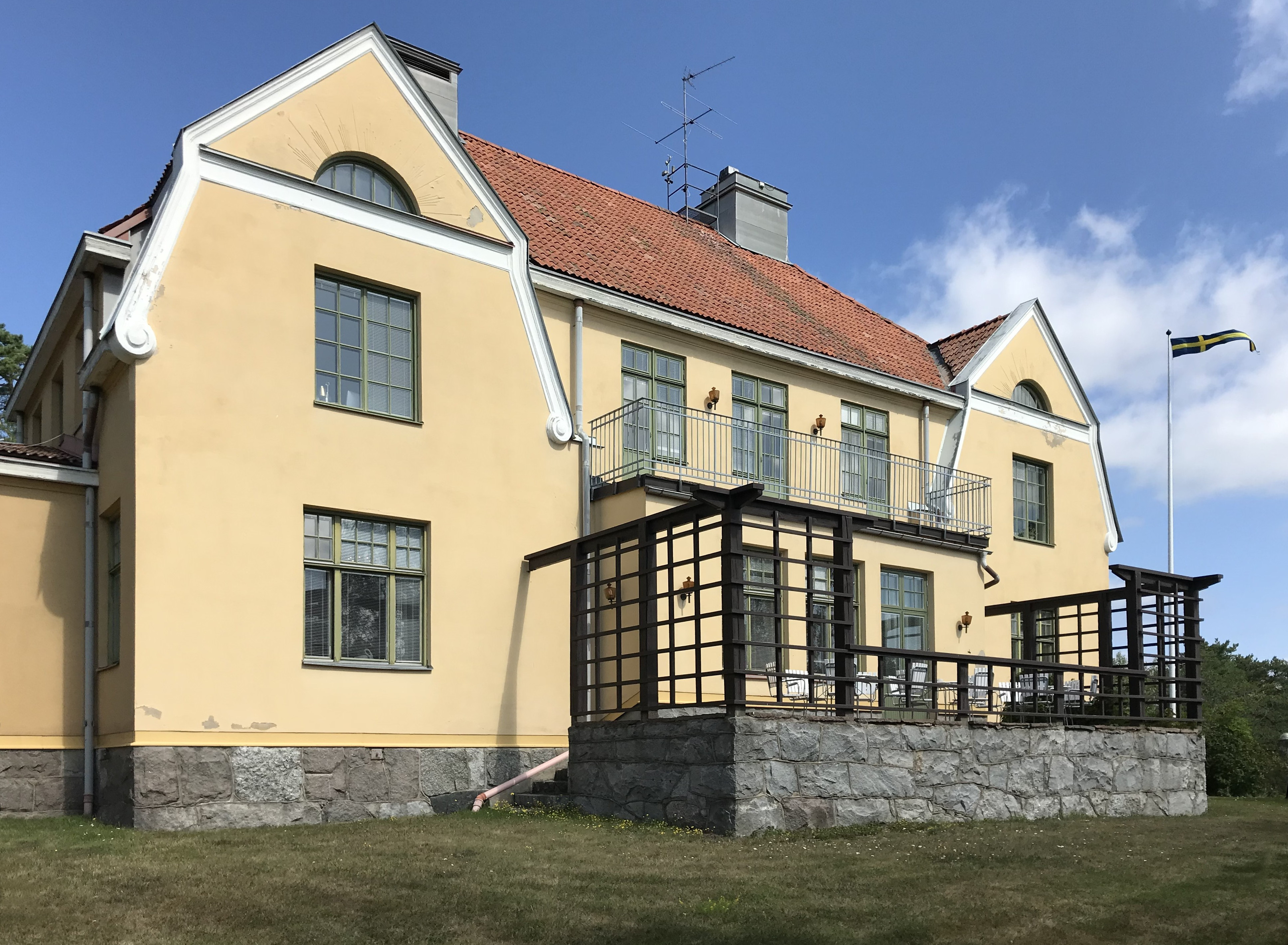
Grönsta prästgård, Lidingö.
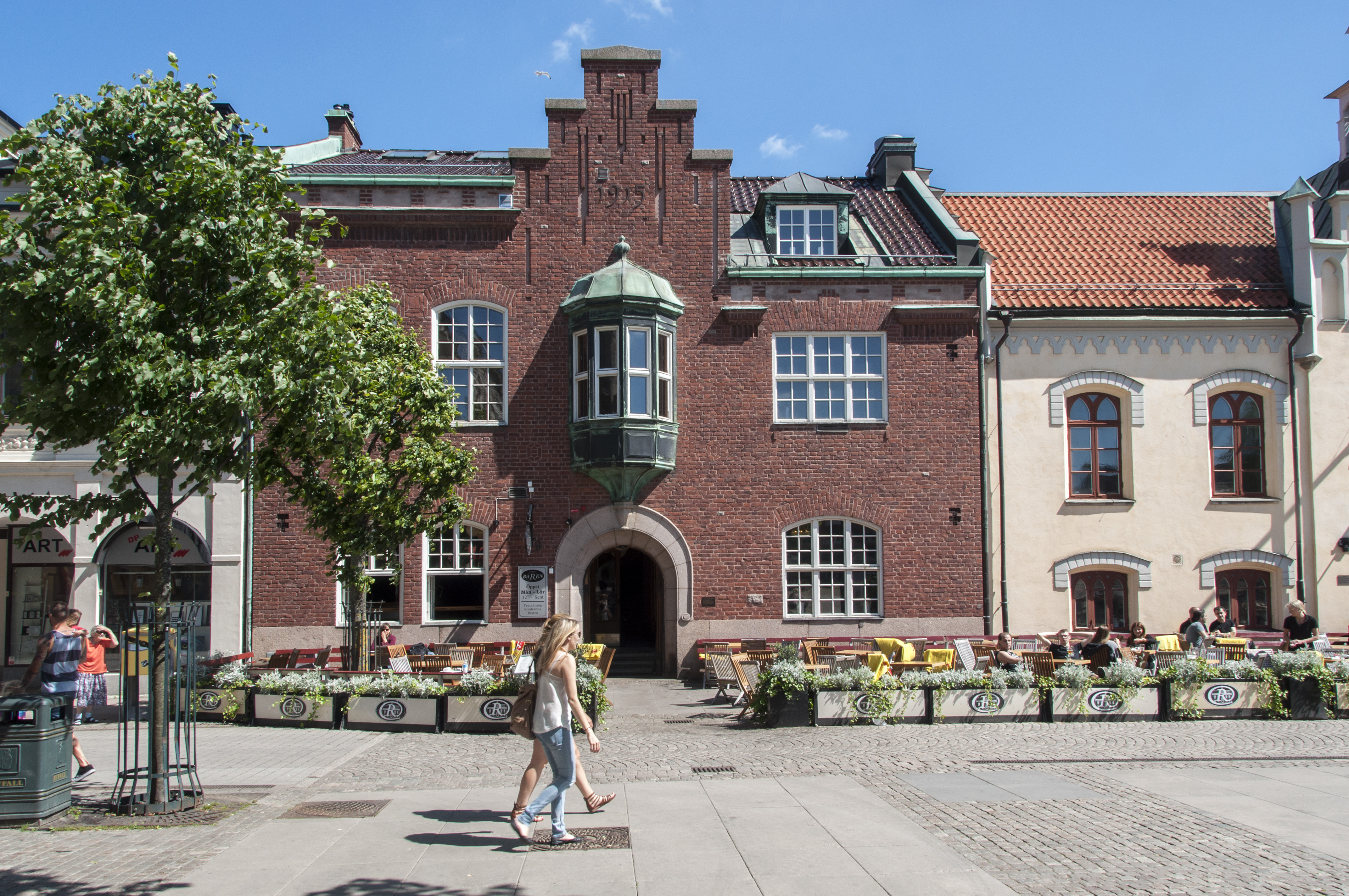
Kanslihuset, Skövde.
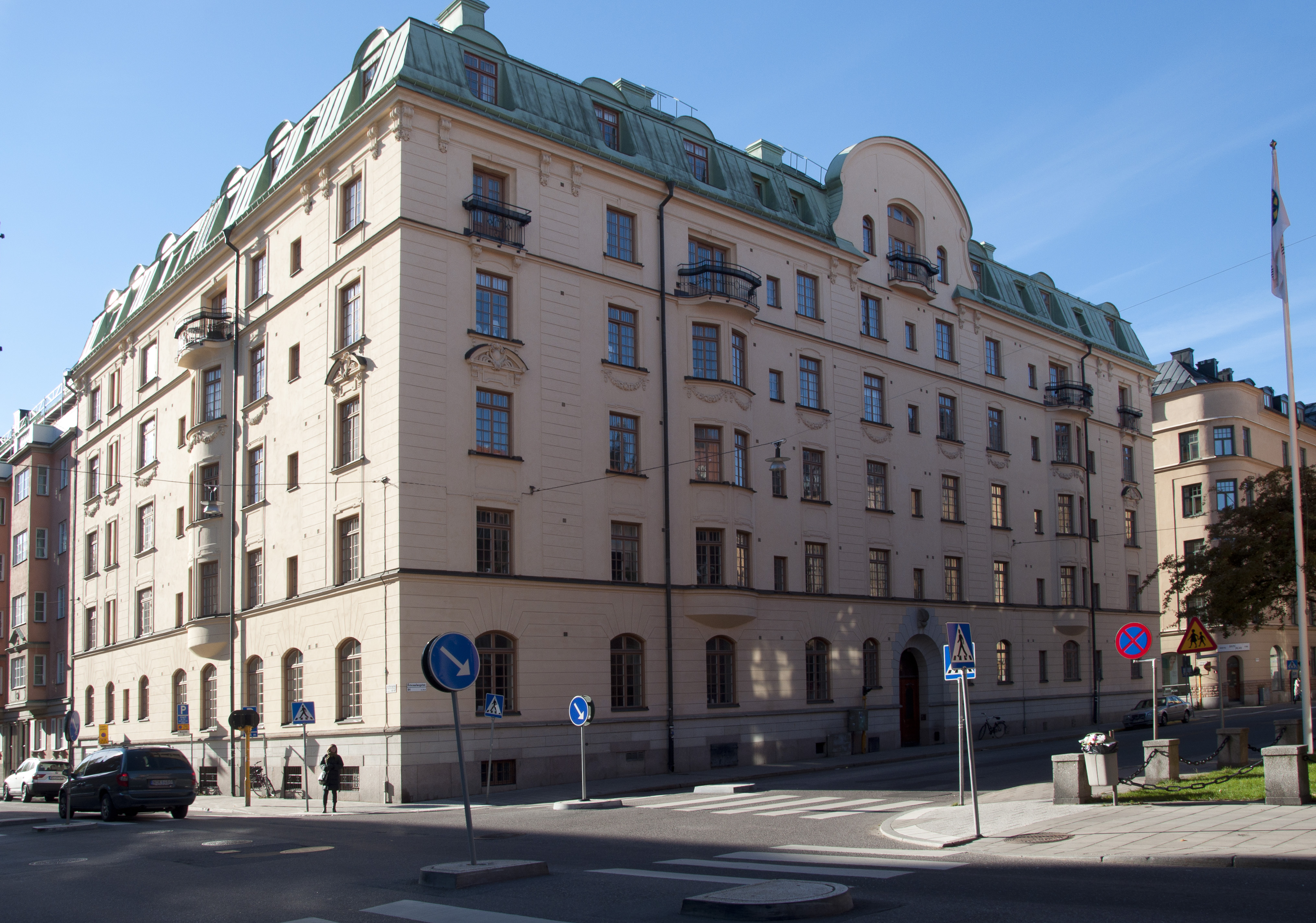
Östermalmsgatan 84, Stockholm.